# Руждене
Ру̀ждене, известно и с турската форма на името си Гюреджик или Гиреджик (на гръцки: Γρανίτης, Гранитис, до 1927 година Γιουρεντζίκ, Гюредзик), е село в Република Гърция, дем Неврокоп, област Източна Македония и Тракия.

## География
Селото е разположено 12 километра южно от демовия център Зърнево (Като Неврокопи) на 760 m надморска височина в планината Боздаг (Фалакро). Разположено е във висока котловина в Ружденския проход на река Калина, през който минава главният път от Гоце Делчев за Драма и Кавала. От всички страни селото е обградено от високи и стръмни планински ридове – на север Свети Илия, на юг Корията, на запад Свети Петър и на изток Бо̀ра и Пазла̀ка.

## История

### Етимология
Според академик Иван Дуриданов името Руждене е жителско име със суфикс -jane, производно от местното име Руда.
Според Йордан Н. Иванов името на селото е жителско име от местното име *Руда, произхождащо от руда. Турската форма Гюреджик е умалително от турското güre, див, неопитен, което е свързано с местоположението на селото в дива планинска местност. Жителското име е гюрежѝченин, гюрежѝченка, гюрежѝчене

### В Османската империя
Първоначално селото е на изток от местността Селището, но поради обезлесяване на южния склон на хребета Свети Илия и голяма част от Бора, където се добиват много дървени въглища, жителите се преселват в усойното подножие на Корията. Край селото се намира местността Костобѝя с развалини от стари постройки, които най-вероятно са от стара римска крепост, пазеща пътя.
Както името му го показва селището е рударско, миньорско. Развито било и железодобиването. Още от Средновековието се добива фероманган, среброносен галенит и други изкопаеми, за което свидетелстват изоставените рудни галерии, наричани дупки. В ранната османска епоха селото е дервентджийско.
Църквата „Свети Архангели“ е от 1873 година.
В 1891 година Георги Стрезов пише за селото:
| „ | Гюреджик, на С от Просочен при полите на Боздаг, в едно долище, заградено с вейки от Боздаг. Разстоянието от Просочен до Гюреджик е 3 1/2 часа; път неравен и тесен. Орна земя няма; селянете са въгляри и дървари. Църква, в която четат гръцки, и гръцко училище с 30 ученика. Броят на къщите е 70, само българе. | “ |

В края на XIX век Васил Кънчов пише, че Гюреджик има 120 български къщи. Според статистиката на Кънчов („Македония. Етнография и статистика“) към 1900 година Гиреджик (Гюреджик) има 500 жители българи християни.
По данни на секретаря на Българската екзархия Димитър Мишев („La Macédoine et sa Population Chrétienne“) в 1905 година християнското население на Дюреджик (Duiouredjik) се състои от 1360 българи екзархисти и в селото действа основно българско училище с един учител и 45 ученици.
При избухването на Балканската война в 1912 година тринадесет души от Руждене са доброволци в Македоно-одринското опълчение.

### В Гърция
По време на войната селото е освободено от части на българската армия, но след Междусъюзническата война е опожарено от гръцката армия и остава в Гърция. В 1913 година къщите са не повече от 120.
Според гръцката статистика, през 1913 година в Руждене (Γκιουρετζίκ, Гюреджик) живеят 481 души.
През 1913 и 1918 година се изселват 35 български семейства в България, а останалите в 1925 година. Настанени са в Пловдив и района, Неврокоп и района, Ямболско. На негово място са настанени гърци бежанци. Към 1928 година Руждене е смесено местно-бежанско село с 44 семейства и 159 или 209 души бежанци.
По време на Гражданската война в Гърция (1946 - 1949) жителите на Руждене са изселени във вътрешността на страната и след нормализирането на ситуацията само малък брой се връщат.
Населението произвежда картофи, тютюн и други земеделски продукти, а поради широките пасища на землището се занимава и със скотовъдство.
| Име          | Име           | Ново име      | Ново име        | Описание                                       |
| ------------ | ------------- | ------------- | --------------- | ---------------------------------------------- |
| Джавлар дере | Τζαβλὰρ Ντερέ | Агриорема     | ’Αγριόρεμα      | река ЮИ от Руждене, десен приток на Калина     |
| Истимен Исте | Ἰστιμὲν Ἰστὲ  | Фундукиес     | Φουντουκιές     | връх (1283 m) Ю от Руждене                     |
| Чолачето     | Τσολάντικο    | Лохагу Рогако | Λοχαγοῦ Ρογκάκο | връх (1330 m) Ю от Руждене                     |
| Драгов дол   | Ντράγαβο Ντόλ | Дросерон      | Δροσερόν        | дол и ниви СИ от Руждене, ляв приток на Калина |

| Година    | 1913 | 1920 | 1928 | 1940 | 1951 | 1961 | 1971 | 1981 | 1991 | 2001 | 2011 | 2021 |
| --------- | ---- | ---- | ---- | ---- | ---- | ---- | ---- | ---- | ---- | ---- | ---- | ---- |
| Население | 481  | 387  | 573  | 577  | 193  | 182  | 103  | 88   | 120  | 102  | 78   | 55   |

## Личности
Родени в Руждене
- Ангел Георгиев, доброволец в четата на Иван Атанасов – Инджето през Сръбско-българската война в 1885 година[21]
- Ангел Джегов (Джебов, 1879 – 1913), македоно-одрински опълченец, Втора рота на Тринадесета кукушка дружина, безследно изчезнал в Междусъюзническата война на 25 юли 1913 година[22]
- Велик К. Атанасов (1893 – ?), македоно-одрински опълченец, Трета рота на Тринадесета кукушка дружина[23]
- Велик Костадинов (1890 – ?), македоно-одрински опълченец, четата на Дончо Златков[24]
- Георги Димов Гюруджуклията, български хайдутин и революционер, участник в Четническата акция на Македонския комитет
- Георги Михайлов (1880/1892 – ?), македоно-одрински опълченец, четата на Дончо Златков, Първа рота на Тринадесета кукушка дружина[25]
- Димитър Костадинов (1890 – ?), македоно-одрински опълченец, четата на Дончо Златков, Трета рота на Тринадесета кукушка дружина[24]
- Илия Иванов Цицинков (1892 – ?), македоно-одрински опълченец, четата на Дончо Златков, Четвърта рота на Тринадесета кукушка дружина[26]
- Коста Гюрджийски (Гюрджиклийев, 1842/1845 – ?), македоно-одрински опълченец, четата на Дончо Златков, Тринадесета кукушка дружина[27]
- Костадин Богданов (1862 – ?), македоно-одрински опълченец, четата на Дончо Златков, Първа рота на Тринадесета кукушка дружина[28]
- Костадин Германов (? - 1913), български революционер
- Костадин Тозев (Коста Тозгов, 1877/1878 – 1913), македоно-одрински опълченец, четата на Дончо Златков, Втора рота на Тринадесета кукушка дружина, безследно изчезнал в Междусъюзническата война на 29 юни 1913 година[29]
- Панайот Ив. Спиртов (Спирков, ? – 1912), македоно-одрински опълченец, четата на Стоян Филипов, загинал на 8 ноември 1912 година на връх Голак[30]
- Стефан (Стоимен; 1800 – 1883), български свещеник, преселва се в Пещера, където е свещеник до смъртта си[31]
- Стефан Кръстев (1892 – ?), македоно-одрински опълченец, четата на Дончо Златков[32]
- Стойко Кръстев Апостолов, македоно-одрински опълченец, 19-годишен, земеделец, ІІІ отделение, Трета рота на Тринадесета кукушка дружина, загинал в Междусъюзническата война на 21 юни 1913 година, носител на орден „За храброст“ IV степен, убит на 21 юни 1913 година[33]
- Тодор Илиев (1885 – 1913), македоно-одрински опълченец, жител на Драма, четата на Георги Занков, Първа рота на Единадесета сярска дружина, Сборна партизанска рота на МОО, починал от холера на 25 май 1913 година, носител на кръст „За храброст“[34]